# Товаро-Нікольське
Товаро-Нікольське (рос. Товаро-Никольское) — село у Липецькому районі Липецької області Російської Федерації.
Населення становить 209 осіб. Належить до муніципального утворення Частодубравська сільрада.

## Історія
З 13 червня 1934 до 1954 року у складі Воронезької області. Відтак входить до складу Липецької області.
Згідно із законом від 2 липня 2004 року № 114-оз органом місцевого самоврядування є Частодубравська сільрада.

## Населення
| 2010 | 2012 |
| ---- | ---- |
| 117  | ↗209 |

## Уродженці
- Околєлов Іван Нілович (1916—2003) — один з провідних виноробів-практиків СРСР, Герой Соціалістичної Праці.